# Пореч
Пореч (итал. Parenzo - транскр.  Паренцо, лат. Parens/Parentium) је град у Хрватској, у Истарској жупанији. Смештен је на западној обали полуострва Истре. Према првим резултатима пописа из 2011. у граду је живело 16.696 становника, а у самом насељу је живело 9.684 становника.

## Географија
Пореч се налази на 45.227 степени северне ширине и 13.595 степени источне дужине. Лежи на надморској висини од 29 m.
Град, који је стар готово две хиљаде година, налази се у луци коју од мора штити острвце Свети Никола. Од око 10.500 становника града, већина живи у предграђима. Поречка општина има укупно 20.000 становника. Поречка регија или Порештина покрива 142 км², с обалом дугом 37 км, од реке Мирне код Новиграда на северу до Фунтане и Врсара на југу.
Клима је врло блага, без летних спарина. Август је најтоплији месец с просечно 30 °C и ниском влагом, а јануар најхладнији, с просечно 5 °C. Град има више од 3.850 сунчаних сати у години, што је у просеку више од 10 сати сунца на дан. Температура мора може се подићи до 28 °C, што је више од температура у јужној Хрватској. Просечне годишње падавине од 920 мм равномерно су распоређене током године. У Поречу дува бура са севера и зими доноси хладно и сунчано време, југо, топли ветар који с југа доноси кишу, и маестрал, летњи поветарац који дува с мора на копно.
У близини се налази шпиља Баредине, једини отворени геолошки споменик у Истри. Лимски канал је морски залив попут фјорда који улази у унутрашњост 12 км, а настао је због деловања реке Пазинчице. У њему се понекад налазе громаде кварца које изложи деловање мора.
Околина има богато средоземно растиње, са шумама борова и зеленом макијом. Тло чини плодна црвена земља, црљеница, заједно с камењем. Црљеница је добра за пољопривреду (житарице, воћњаци, маслиници, повртњаци). Данас производња органске хране, маслина, грожђа, квалитетних сорта вина као што су Малвазија, Боргоња, Мерлот, Пинот и Теран, чини важан део поречке привреде.

## Становништво

### Град Пореч
Према последњем попису становништва из 2001. године у граду Поречу су живела 15.870 становника који су живели у 4.828 породичних и 1.211 самачких домаћинстава.
Кретање броја становника по пописима 1857—2001.
| година пописа  | 1857. | 1869. | 1880. | 1890. | 1900. | 1910.  | 1921.  | 1931.  | 1948. | 1953. | 1961. | 1971. | 1981.  | 1991.  | 2001.  |
| бр. становника | 4.721 | 5.201 | 6.047 | 6.864 | 8.172 | 10.122 | 10.005 | 10.261 | 7.736 | 6.752 | 6.693 | 7.485 | 10.382 | 13.173 | 15.870 |

- напомене:Настао из старе општине Пореч. У 1857., 1869., 1921. и 1931. садржи део података за општину Свети Ловреч, а истих година је део података садржан у општини Свети Ловреч. До 1991. део података је садржан у општини Врсар.

### Пореч (насељено место)
Према последњем попису становништва из 2001. године у насељеном месту Пазин било је 10.448 становника, који су живели у 2.922 породичних и 784 самачка домаћинства.
| година пописа  | 1857. | 1869. | 1880. | 1890. | 1900. | 1910. | 1921. | 1931. | 1948. | 1953. | 1961. | 1971. | 1981. | 1991. | 2001.  |
| бр. становника | 2.461 | 2.712 | 3.094 | 3.461 | 3.968 | 4.854 | 4.501 | 4.773 | 3.166 | 2.833 | 3.305 | 4.713 | 7.376 | 9.250 | 10.448 |

- напомене:У 1857., 1869., 1921. и 1931. садржи податке за насеље Чрвар, као и део података у 1880. У 1857., 1869. и од 1921. до 1948. садржи податке за насеље Гарбина. У 1921. и 1931. део података је садржан у насељима Мугеба и Нова Вас. У 2001. повећано за насеља Вели Мај, Вранићи код Пореча, Гулићи, Мали Мај, Матерада Мај и Шпадићи те за део подручја насеља Фунтана (општина Врсар), за који су подаци до 1991. садржани у насељу Фунтана (општина Врсар). Садржи податке за наведена бивша насеља Вели Мај, Вранићи код Пореча, Гулићи, Мали Мај и Шпадићи од 1857. до 1991. и Матерада Мај од 1948. до 1991.

## Попис 1991.
На попису становништва 1991. године, насељено место Пореч је имало 7.585 становника, следећег националног састава:
| Попис 1991.‍   | Попис 1991.‍  | Попис 1991.‍ | Попис 1991.‍ | Попис 1991.‍ |
| ------------- | ------------ | ----------- | ----------- | ----------- |
|               |              |             |             |             |
| Хрвати        | Хрвати       |             | 4.336       | 57,16%      |
| Срби          | Срби         |             | 503         | 6,63%       |
| Италијани     | Италијани    |             | 403         | 5,31%       |
| Југословени   | Југословени  |             | 309         | 4,07%       |
| Албанци       | Албанци      |             | 279         | 3,67%       |
| Муслимани     | Муслимани    |             | 114         | 1,50%       |
| Словенци      | Словенци     |             | 79          | 1,04%       |
| Мађари        | Мађари       |             | 41          | 0,54%       |
| Црногорци     | Црногорци    |             | 33          | 0,43%       |
| Македонци     | Македонци    |             | 26          | 0,34%       |
| Словаци       | Словаци      |             | 11          | 0,14%       |
| Немци         | Немци        |             | 6           | 0,07%       |
| Турци         | Турци        |             | 5           | 0,06%       |
| Бугари        | Бугари       |             | 4           | 0,05%       |
| Украјинци     | Украјинци    |             | 4           | 0,05%       |
| Чеси          | Чеси         |             | 3           | 0,03%       |
| Аустријанци   | Аустријанци  |             | 2           | 0,02%       |
| Пољаци        | Пољаци       |             | 2           | 0,02%       |
| Руси          | Руси         |             | 2           | 0,02%       |
| Јевреји       | Јевреји      |             | 1           | 0,01%       |
| Роми          | Роми         |             | 1           | 0,01%       |
| Русини        | Русини       |             | 1           | 0,01%       |
| остали        | остали       |             | 15          | 0,19%       |
| неопредељени  | неопредељени |             | 198         | 2,61%       |
| регион. опр.  | регион. опр. |             | 1.115       | 14,70%      |
| непознато     | непознато    |             | 92          | 1,21%       |
| укупно: 7.585 |              |             |             |             |

## Историја
Место је насељено још у праисторији. Током 2. века п. н. е., подигнут је римски каструм на малом полуострву, који је био 400 м дуг и 200 м широк, и на којем се данас налази језгро старога града. За време владавине цара Августа у 1. веку, каструм је службено проглашен градом и укључен у римску колонију Colonia Iulia Parentium. У 3. веку град је већ имао организовану хришћанску заједницу и ранохришћански црквени комплекс. Еуфразијева базилика је саграђена у 5. веку.
Кад је Римско царство пало 476. године, град је потпадао под разне владаре и силе. Прво су га држали Остроготи, а након 539. завладала је Византија. Крајем 6. века стигли су Хрвати и саградили прво трајно насеље око 620. године. Након 788. град је био под влашћу Франака. Уследило је кратко раздобље независности у 12. веку, а онда су завладали аквилејски патријарси. Пореч је 1267. потпао под Млетачку републику, која је владала дуже од пет столећа. Крајем 18. века прво га је преузео Наполеон, а онда Аустрија 1797. Од 1861. Пореч је био главни град Истре, седиште покрајинског сабора са школама, те управним и судским установама. Неколико десетлећа (1920—1943) био је под Италијом, да би од 1945. постала део Југославије. Већински италијански град изгубио је свој карактер, јер су након Другога светскога рата у италијанске напуштене куће и зграде насељени Хрвати.

## Привреда
Кроз целу историју овог подручја, све до доласка туризма, становници су живели готово искључиво од земљорадње и рибарства. Зато Пореч нема никакве знатније индустрије осим прехрамбене. Данас је главни извор прихода туризам. У порасту су сектори трговине, банкарства и комуникација.
Цене некретнина су врло високе због престижног положаја.

## Туризам
Аустријско паробродско друштво Лојд из Трста отворило је 1844. туристичку руту на којој је био и Пореч. Већ је 1845. штампан први туристички водич с описом и сликама града. Аустроугарска аристократија га је открила 1866, кад је аустријска надвојвоткиња Стефани представила град широј јавности тиме што је упловила у поречку луку на својој јахти Phantasy. Надвојвода Карло Стефан и надвојвоткиња Марија Терезија Аустријска провели су овдје одмор 1867, док је Карло Лудвиг дошао 1868. Најстарији хотел и заштитни знак историје поречког туризма је Ривијера, изграђена 1910. После су подигнути Парентино и други хотели.
Иако је непознат изван граница Европе, Пореч је још од седамдесетих година прошлог века неприкосновени главни град хрватског туризма, јер славна и традиционална летовалишта као што су Пула, Задар, Шибеник, Сплит, па и Корчула Марка Пола или Дубровник, бисер Јадрана, нису ни близу овом туристичком диву по броју ноћења. Поречких тридесетак хотела има више од 95.000 кревета, а ту је и 13 ауто-кампова, нудистички кампови, 16 апартманских комплекса, виле, бунгалови и породичне куће. То је невероватан број с обзиром на величину самога града. Туристичка је инфраструктура намерно раштркана дуж 37 километара обале између Мирне и Лимског канала. На југу су велики самостални центри као Плава Лагуна, Зелена Лагуна, Бијела Увала и Бруло. На северу су Матерада, Червар-Порат, Улика и Лантерна. Овде одседне више од 30% туриста на западној обали Истре, туристички најинтензивнијем подручју Хрватске.
Та летња „предграђа“ имају своје хотеле, плаже, кампове, марине, робне куће, превозна средства, игралишта, забаву и разне дућане. У летњој сезони у Порештини се привремено нађе и по 120.000 људи. С обзиром да се људи преко дана купају изван града, навече долази до туристичке навале на стари град, који је тада пун гомила шетача из свих европских земаља, а услуге им нуде дућани, ресторани, диско клубови и барови, као и бројне галерије.
У раздобљу изван летње сезоне, Пореч је дестинација викенд-туриста из Хрватске, Словеније, Аустрије, и поготово Италије. Спортска инфраструктура је развијена и користи се целе године.

## Споменици и знаменитости
Стари је град сачувао распоред улица староримског каструма. Главне су улице Decumanus и Cardo Maximus још сачуване у изворном древном облику. Марафор је био римски трг (форум) с два храма. Један од њих, подигнут у 1. веку, посвећен је римском богу Нептуну, широк је 30 м, а дуг 11 м. Сачувано је пар кућа из романичког раздобља (Романичка кућа на Марафору), као и неколико дивних млетачких готичких палата. Истарска саборница, изворно фрањевачка готичка црква из 13. века, преуређена је у барокном стилу у 18. веку.
Комплекс Еуфразијеве базилике из 5. века, који је на мјесту изворне цркве први пут проширен у 6. веку под Византијом и бискупом Еуфразијем, представља најважнији и највреднији културни споменик Пореча, а УНЕСКО ју је 1997. заштитио као споменик Светске баштине.
Град је био опасан одбрамбеним зидинама од 12. до 19. века.

## Саобраћај
Путеви су главне саобраћајнице. Пореч је добро повезан с остатком Истре и свим већим градовима у околини, као што су Трст, Ријека, Љубљана и Загреб. Најближи комерцијални аеродром налази се у Пули. Поморски је саобраћај изгубио на важности, осим за туристичке излете, првенствено дуж истарске обале и у Венецију. Најближа железничка пруга је у Пазину, који је седиште Истарске жупаније. Године 1902. изграђена је ускоколосечна железничка пруга од Трста до Пореча, по имену Парензана, а укинута је 1935.